# Grébault-Mesnil
Grébault-Mesnil (picardisch: Guérbeu-Mégni) ist eine nordfranzösische Gemeinde mit 205 Einwohnern (Stand 1. Januar 2022) im Département Somme in der Region Picardie im Département Somme in der Region Hauts-de-France. Die Gemeinde liegt im Arrondissement Abbeville und ist Teil der Communauté de communes du Vimeu und des Kantons Abbeville-2.

## Geographie
Die Gemeinde im Vimeu liegt rund neun Kilometer nordnordwestlich von Oisemont. Im Südosten verläuft die Autoroute A28 (Autoroute des Estuaires) größtenteils an der Gemeindegrenze; jenseits von dieser liegt der Weiler Onicourt, der die Verbindung zur Nachbargemeinde Saint-Maxent herstellt. Das Gemeindegebiet gehört zum Regionalen Naturpark Baie de Somme Picardie Maritime.

## Geschichte
Der Ort wird im Jahr 1126 genannt. Die Herrschaft gehörte zur Ballei von Abbeville.

## Einwohner
| 1962 | 1968 | 1975 | 1982 | 1990 | 1999 | 2006 | 2011 |
| ---- | ---- | ---- | ---- | ---- | ---- | ---- | ---- |
| 163  | 159  | 152  | 128  | 109  | 113  | 170  | 233  |

## Sehenswürdigkeiten
- Kirche Saint-Grégoire aus dem 16. Jahrhundert
- Schloss mit Park
- Kriegerdenkmal

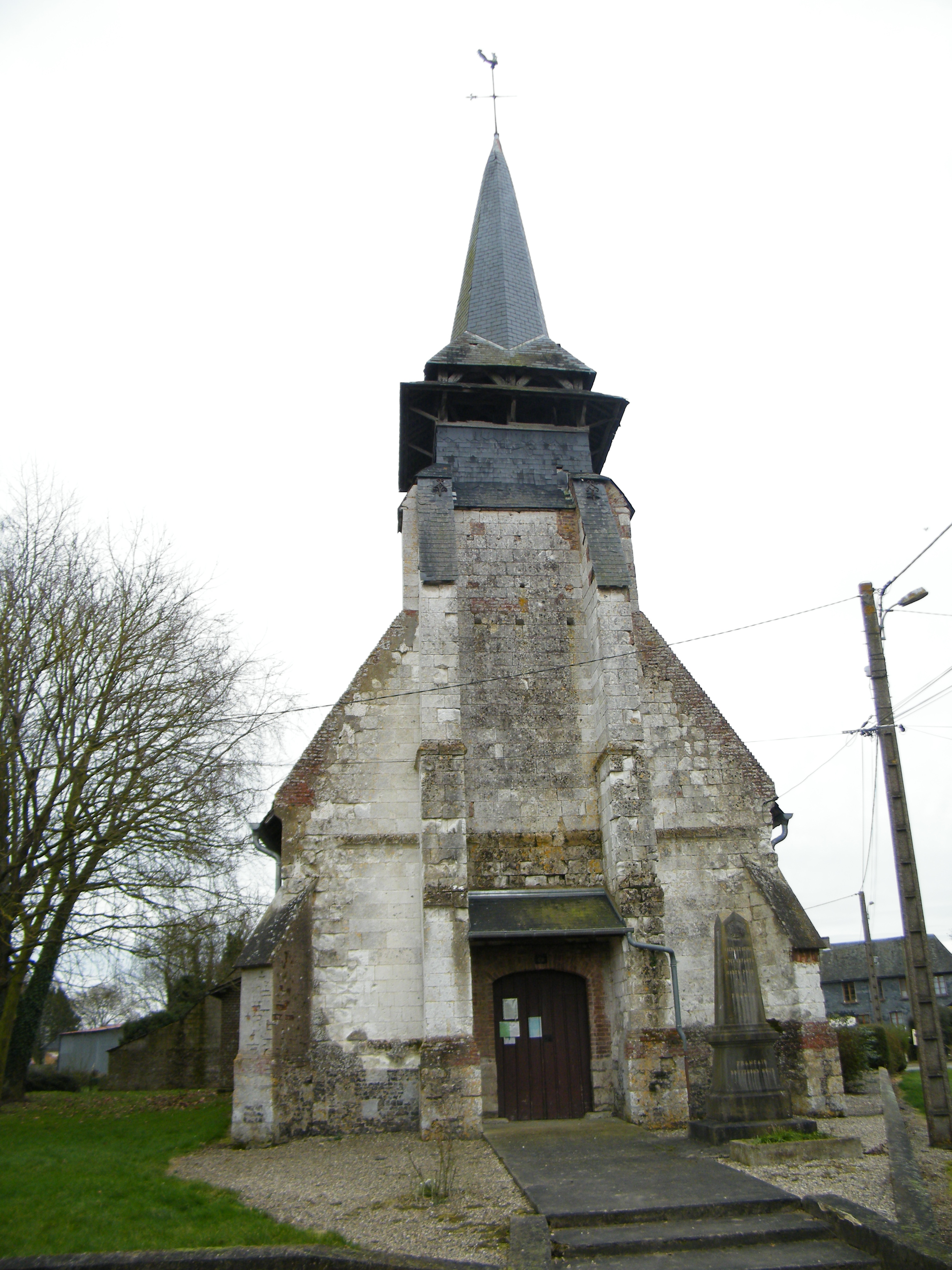
Kirche Saint-Grégoire
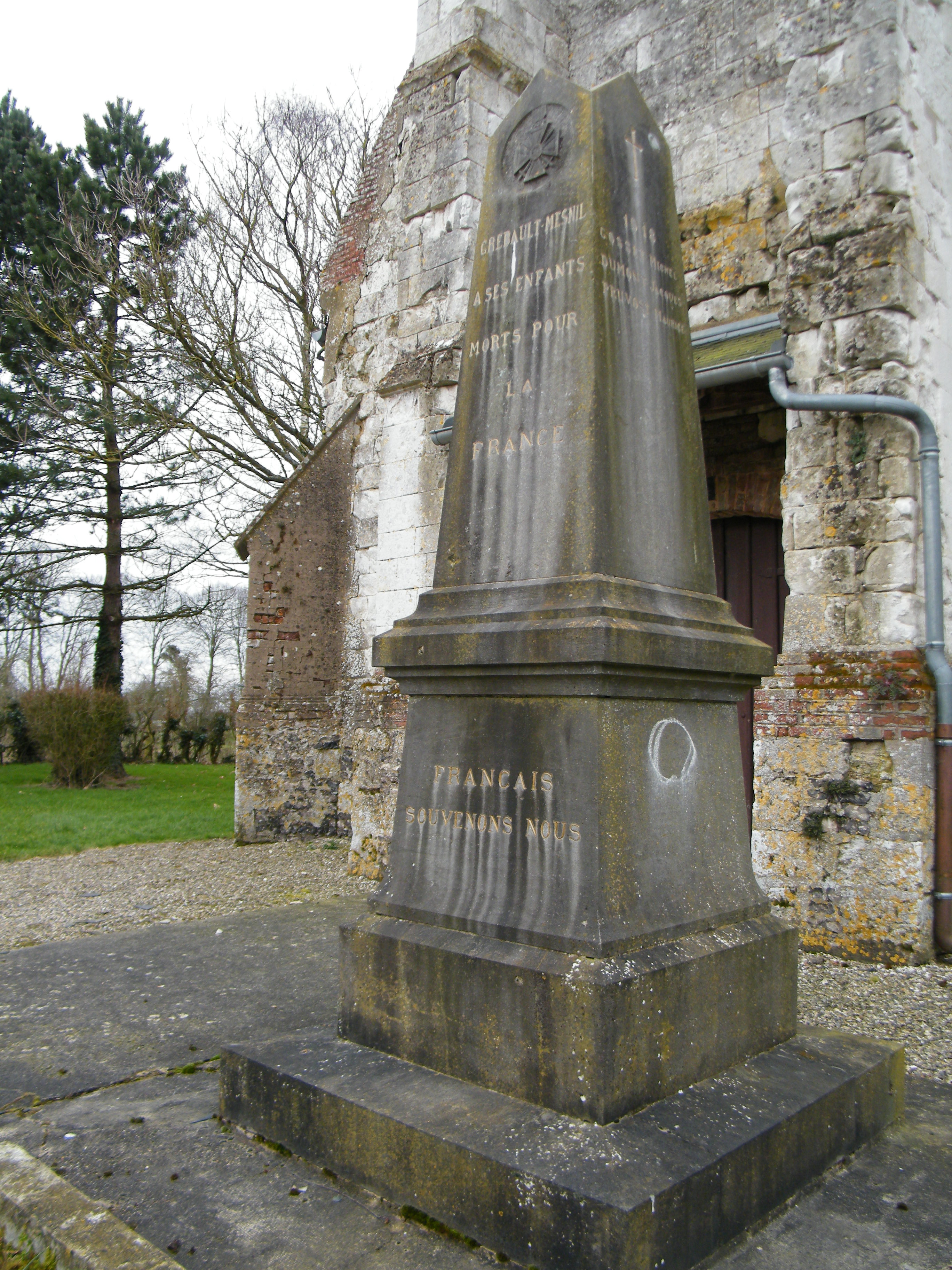
Kriegerdenkmal

## Persönlichkeiten
- Émile Warré, Pfarrer und Bienenkundler (1867–1951), hier geboren.